# Cristo tra quattro angeli con gli strumenti della Passione
Cristo tra quattro angeli con gli strumenti della Passione è un dipinto olio su tavola (162x163 cm) di Vittore Carpaccio, firmato e datato 1496 e conservato nei Civici musei e gallerie di storia e arte di Udine.

## Storia
L'opera venne dipinta per la chiesa di San Pietro Martire a Udine. Pervenne al demanio in seguito alle soppressioni napoleoniche del 1808. Venne allora destinata al museo viennese dell'Hofmuseum nel 1838 e restituita allo Stato italiano nel 1919, che la affidò in deposito al museo civico udinese.

## Descrizione e stile
L'opera è firmata e datata VICTORIS CHARPATJO / VENETI OPVS / 1496 su un cartiglio attaccato sul basamento.
Il dipinto è coevo al ciclo di teleri delle Storie di sant'Orsola e mostra un certo avvicinamento dell'artista ai modi teneramente umani della pittura di Giovanni Bellini. Cristo si erge su un doppio basamento con la Croce a braccio, mentre dietro di lui un prezioso drappo damascato è retto da due angioletti, che evidenzia la sua figura, lasciando intravedere ai lati due brani di dolcissimo paesaggio ispirato alle colline venete: vi si riconoscono un castello (libera reinterpretazione di quello di Udine), una chiesa con campanile, le mura di una fortificazione merlata. La forma digradante dei colli verso il centro della rappresentazione aiuta a convogliare lo sguardo dell'osservatore sul centro della rappresentazione sacra.
Ai lati di Cristo, in posizione ordinatamente simmetrica, si trovano quattro angeli con gli strumenti della Passione: da sinistra, la lancia di Longino, i chiodi della Croce, le verghe della flagellazione e l'asta con la spugna imbevuta di aceto. Sulla croce si trova poi la corona di spine e la scritta INRI. Dalle ferite di Cristo partono dei raggi di sangue che finiscono nel calice del vino e si tramutano nell'ostia consacrata, simboleggiando il  mistero eucaristico in cui il sacrificio di Cristo è mezzo della Redenzione cristiana. Per evidenziare questo dettaglio dietro al calice si trova una nuvoletta con un angioletto.
Al sacrificio di Cristo allude anche il cervo sbranato dal leopardo visibile sul prato a destra.
La luce, ricca di vibrazioni atmosferiche, e sottolinea i contrasti di colore, soprattutto tra la tenda rosseggiante e il corpo eburneo del Cristo. L'atteggiamento dei personaggi è venato da una sottile malinconia, ma mancano sentimenti di pietismo, come nelle coeve opere nordiche.